# أكاديميا إنترناشيونال
أكاديميا إنترناشيونال وعلامتها التجاريَّة أكاديميا (بالإنجليزية: ACADEMIA)‏، هي دار نشرٍ في بيروت، لبنان. تأسست عام 1990 لتكون دار نشرٍ مُتخصصة في ترجمة وطباعة ونشر الكتب العلمية على اختلافها. تُشير المصادر أنَّ «أكاديميا هي إحدى دور النشر الرائدة في الوطن العربي، مهمتها نشر المعرفة من خلال صناعة الكتاب الجيد والمتقن».

## وصلات خارجية
- "أكاديميا انترناشيونال". نقابة اتحاد الناشرين في لبنان. مؤرشف من الأصل في 2023-06-04. اطلع عليه بتاريخ 2023-06-05.